# 1997年の映画
1997年の映画（1997ねんのえいが）では、1997年（平成9年）の映画分野の動向についてまとめる。
1996年の映画 - 1997年の映画 - 1998年の映画

## 出来事

### 世界
- 1月10日 - ソニー・ミュージックエンタテインメント (SME)がソニー・ピクチャーズエンタテインメント（SPE）の発行済み株式の50%をソニーに譲渡[1]。
- 5月18日 - 第50回カンヌ国際映画祭で『うなぎ』(今村昌平監督)がパルム・ドール(最高賞)受賞、『萌の朱雀』（河瀨直美監督）がカメラ・ドール（新人監督）賞受賞[1][注 1]。
- 7月2日 - ジェームズ・ステュアート死去。
- 9月6日 - 第54回ヴェネツィア国際映画祭で『HANA-BI』（北野武監督）が金獅子賞(最高賞)受賞[2]。
- 9月30日 - ソニー系米興行会社ロウズ・シアターズ・エクジビジョン・グループがユニバーサル・スタジオ系大手興行会社シネプレックス・オデオンと合併[2]。
- 10月12日 - 『Shall we ダンス?』（周防正行監督）、米国での興行収入、日本映画歴代最高額を更新[2]。
- 月日不明
  - 『スター・ウォーズ』3部作の20周年記念版が発売された[要出典]。
  - 『タイタニック』が興行収入10億ドルを突破した初めての作品となった[要検証 – ノート]。

### 日本
- 1月
  - 1996年度全国映画館数1828館（前年比52館増）、入場人員は映連統計開始以来最低の1億1957万人(前年比94.1%)、興行収入1488億7000万円(前年比94.3%)[1]。
  - 1月16日 - 美術監督・村木忍死去[1]。
- 2月
  - 2月28日 - 松竹マルチプレックスシアターズ、米大手興行チェーンのシネマーク・シアターズ社と合弁契約締結[1]。
- 3月
  - 3月1日 - 東宝グループホームページ開設[1]。
  - 3月6日 - 日本を代表する名画座、池袋文芸坐休館[1]。
  - 3月10日 - 赤坂プリンスホテルにてスタジオジブリ製作のアニメーション映画・『もののけ姫』の製作発表が行われ、宮崎駿監督、作曲家の久石譲、主題歌担当の米良美一、徳間書店の徳間康快社長、日本テレビの氏家齊一郎社長、電通の成田豊社長、東宝の石田敏彦社長らが出席[要出典]。
  - 3月20日 - 松竹マルチプレックスシアターズの第1号店、兵庫県・MOVIX六甲開場[1]。邦人系シネコン開発がスタート[1]。
  - 3月23日 - 映画評論家・田山力哉死去[1]。
- 4月
  - 4月2日 - 田中友幸（東宝映画相談役、映画プロデューサー）死去[1]。7日、東宝スタジオ第6ステージにて田中家、東宝映画、日本創造企画による合同葬[1]。正五位追贈[1]。
  - 4月4日 - 女優・杉村春子死去[1]。銀杯追贈[1]。
  - 4月19日 - 劇場版「名探偵コナン」シリーズ第1作、『名探偵コナン 時計じかけの摩天楼』がシャンテ シネ1ほか洋画系で公開[1]。
- 5月
  - 松竹マルチプレックスシアターズが「松竹シネマークシアターズ」と改称[1]。
  - 5月7日 - 全国映画演劇労働組合（全映演）結成50年[1]。
  - 5月31日 - 渋谷宝塚劇場、入居する峯岸ビルの再開発のため休館[1]。渋谷地区の東宝封切館は渋東シネタワー4へ変更[1]。
- 6月
  - 6月1日 - 徳間書店が、スタジオジブリ、徳間書店インターナショナル、徳間インターナショナルの3社を合併[1]。
  - 6月6日 - 東京都池袋の文芸坐が閉館[要出典]。
  - 6月21日 - 俳優・勝新太郎死去[1]。
- 7月
  - 7月2日 - 東京都興行生活衛生同業組合（都興組）が第1水曜日の「映画サービスデー」を初実施[1]。観客動員増に貢献する[1]。
  - 7月12日 - 『もののけ姫』（宮崎駿監督）公開、初回上映前に有楽町マリオンの劇場開場以来最高の2300人が列を作るなど、全国で記録続出の大ヒット[1]。
- 8月
  - 8月14日 - 文化庁、インターネット、BS・CSなど多チャンネル化対応のため、1998年度に著作権課を著作権部に格上げの方針を決定[2]。
  - 8月23日
    - 『もののけ姫』（宮崎駿監督）が『南極物語』（1983年公開）の持つ配収59億5000万円の記録を公開43日目で突破、邦画歴代配収新記録達成[2]。
    - 神戸児童連続殺傷事件など社会情勢への配慮により延期とされていた『スクリーム』（ウェス・クレイヴン監督）を公開[2]。
- 9月
  - 9月1日 - 東京国立近代美術館フィルムセンター初代名誉館長に高野悦子（岩波ホール総支配人）就任[2]。
  - 9月12日 - ヴァージンシネマズ・ジャパン設立[2]。
  - 9月29日 - 東宝スタジオ内に原版（ネガ）倉庫、「P.P.M.」センター完成[2]。
- 10月
  - 10月7日 - ぴあ、ホームページ開設[2]。インターネットによるチケット販売開始[2]。
  - 10月13日 - 映倫によりR指定を受け、制作側から再審査請求の出ていた『バウンス ko GALS』が一般映画として公開されることが決まる[要出典]。
  - 10月30日 - 『もののけ姫』が『E.T.』（1982年公開）の持つ国内配収記録96億2000万円の記録を更新[2]。11月、日本映画史上初の配収100億円突破[2]。
  - 10月31日 - ブエナビスタインターナショナルジャパン、日本国内の配給をこれまでの東宝東和および松竹富士への委託配給から全作品の全国自主配給に変更[2]。
- 11月
  - 11月14日 - 東映、国際放映、三船プロダクションなどが、時代劇コンテンツ推進協議会設立[2]。
  - 11月21日 - 文化庁「映像分野の著作権等に係る諸問題に関する懇談会」、第1回の会合開催[2]。
- 12月
  - 12月1日 - CSデジタル放送・ディレクTV放送開始[2]。
  - 12月10日 - 東京国立近代美術館フィルムセンターが、新規事業「映画製作専門家養成講座」開講[2]。
  - 12月12日 - 東宝創立65周年記念パーティー、新高輪プリンスホテルで挙行[2]。
  - 12月13日
    - 大阪・布施ラインシネマ開場[2]。
    - 大阪・梅田ガーデンシネマ1・2開場[2]。

  - 12月20日
    - 『タイタニック』（ジェームズ・キャメロン監督）公開[2]。『もののけ姫』を抜き、当時の歴代配収新記録を打ち立てる超大ヒット[2]。
    - 伊丹十三監督自殺[2]。

  - 12月24日 - 俳優・三船敏郎（77歳）死去[2]。1998年1月24日、青山葬儀場にて、三船プロダクション、東宝、黒澤プロダクション合同葬[2]。

## 周年
- 創立65周年
  - 東宝

## 日本の映画興行
- 入場料金（大人）
  - 1,800円[3]
  - 1,806円（統計局『小売物価統計調査（動向編） 調査結果』[4] 銘柄符号 9341「映画観覧料」）[5]
- 入場者数 1億4072万人[6]
- 興行収入 1771億9700万円[6]

| 配給会社 | 配給本数 | 年間配給収入  | 概要 |
| 配給会社 | 配給本数 | 前年対比      | 概要 |
| -------- | -------- | ------------- | --- |
| 松竹     | 28       | 34億579万円   | 『男はつらいよ』シリーズに代わる『虹をつかむ男』（5.8億円）や『釣りバカ日誌9』（4.5億円）もヒットには至らなかった。配給収入10億円を突破した番組は無かった。 |
| 松竹     | 28       | 70.6%         | 『男はつらいよ』シリーズに代わる『虹をつかむ男』（5.8億円）や『釣りバカ日誌9』（4.5億円）もヒットには至らなかった。配給収入10億円を突破した番組は無かった。 |
| 東宝     | 19       | 193億7016万円 | 13年連続の年間配給収入100億円突破。UIPの持つ年間配収192億円を更新した。日本配収新記録を達成した『もののけ姫』、『ドラえもん のび太のねじ巻き都市冒険記』（20億円）、『モスラ』（11.5億円）、『学校の怪談3』（11.5億円）の4番組が配給収入10億円の大台を突破した。 |
| 東宝     | 19       | 181.5%        | 13年連続の年間配給収入100億円突破。UIPの持つ年間配収192億円を更新した。日本配収新記録を達成した『もののけ姫』、『ドラえもん のび太のねじ巻き都市冒険記』（20億円）、『モスラ』（11.5億円）、『学校の怪談3』（11.5億円）の4番組が配給収入10億円の大台を突破した。 |
| 東映     | 31       | 80億1184万円  | 『失楽園』（23億円）、『新世紀エヴァンゲリオン劇場版 シト新生』（11億円）、『新世紀エヴァンゲリオン劇場版 Air/まごころを、君に』（14.5億円）の3番組が大台を突破した。                                                                                            |
| 東映     | 31       | 168.9%        | 『失楽園』（23億円）、『新世紀エヴァンゲリオン劇場版 シト新生』（11億円）、『新世紀エヴァンゲリオン劇場版 Air/まごころを、君に』（14.5億円）の3番組が大台を突破した。                                                                                            |

出典: 「1997年日本映画・外国映画業界総決算 日本映画」『キネマ旬報』1998年（平成10年）2月下旬号、キネマ旬報社、1998年、168 - 169頁。

## 各国ランキング

### 日本配給収入ランキング
| 順位 | 題名                                              | 製作国                            | 配給           | 配給収入  |
| ---- | ------------------------------------------------- | --------------------------------- | -------------- | --------- |
| 1    | もののけ姫                                        | 日本の旗                          | 東宝           | 113.0億円 |
| 2    | インデペンデンス・デイ                            | アメリカ合衆国の旗                | 20世紀FOX      | 066.5億円 |
| 3    | ロスト・ワールド/ジュラシック・パーク             | アメリカ合衆国の旗                | UIP            | 058.0億円 |
| 4    | 失楽園                                            | 日本の旗                          | 東映           | 023.0億円 |
| 5    | ドラえもん のび太のねじ巻き都市冒険記             | 日本の旗                          | 東宝           | 020.0億円 |
| 5    | スピード2                                         | アメリカ合衆国の旗                | 20世紀FOX      | 020.0億円 |
| 7    | スター・ウォーズ 特別篇                           | アメリカ合衆国の旗                | 20世紀FOX      | 019.0億円 |
| 8    | フィフス・エレメント                              | アメリカ合衆国の旗 · フランスの旗 | 日本ヘラルド   | 017.0億円 |
| 9    | スリーパーズ                                      | アメリカ合衆国の旗                | 日本ヘラルド   | 015.0億円 |
| 10   | 新世紀エヴァンゲリオン劇場版 Air/まごころを、君に | 日本の旗                          | 東映           | 014.5億円 |
| 11   | 身代金                                            | アメリカ合衆国                    | ブエナ・ビスタ | 14.0億円  |

出典:1997年配給収入10億円以上番組 - 日本映画製作者連盟

### 全世界興行収入ランキング
| 順位 | 題名                                  | スタジオ                               | 興行収入       |
| ---- | ------------------------------------- | -------------------------------------- | -------------- |
| 1    | タイタニック                          | ２０世紀フォックス、パラマウント映画   | $2,186,772,302 |
| 2    | ロスト・ワールド/ジュラシック・パーク | ユニバーサル・スタジオ                 | $618,638,999   |
| 3    | メン・イン・ブラック                  | コロンビア ピクチャーズ                | $589,390,539   |
| 4    | 007 トゥモロー・ネバー・ダイ          | メトロ・ゴールドウィン・メイヤー       | $333,011,068   |
| 5    | エアフォース・ワン                    | コロンビア映画                         | $315,156,409   |
| 6    | 恋愛小説家                            | コロンビア映画                         | $314,178,011   |
| 7    | ライアー ライアー                     | ユニバーサル・スタジオ                 | $302,710,615   |
| 8    | ベスト・フレンズ・ウェディング        | コロンビア映画                         | $299,288,605   |
| 9    | フィフス・エレメント                  | コロンビア映画                         | $263,920,180   |
| 10   | フル・モンティ                        | フォックス・サーチライト・ピクチャーズ | $257,938,649   |

出典:“1997 Worldwide Box Office Results”.  Box Office Mojo. 2015年12月19日閲覧。

### 北米興行収入ランキング
| 順位 | 題名                                  | スタジオ                         | 興行収入     |
| ---- | ------------------------------------- | -------------------------------- | ------------ |
| 1.   | タイタニック                          | 20世紀FOX/パラマウント           | $600,788,188 |
| 2.   | メン・イン・ブラック                  | コロムビア                       | $250,690,539 |
| 3.   | ロスト・ワールド/ジュラシック・パーク | ユニバーサル                     | $229,086,679 |
| 4.   | ライアー ライアー                     | ユニバーサル                     | $181,410,615 |
| 5.   | エアフォース・ワン                    | コロムビア                       | $172,956,409 |
| 6.   | 恋愛小説家                            | コロムビア                       | $148,478,011 |
| 7.   | グッド・ウィル・ハンティング/旅立ち   | ミラマックス                     | $138,433,435 |
| 8.   | スター・ウォーズ 特別篇               | 20世紀FOX                        | $138,257,865 |
| 9.   | ベスト・フレンズ・ウェディング        | コロムビア                       | $127,120,029 |
| 10.  | 007 トゥモロー・ネバー・ダイ          | メトロ・ゴールドウィン・メイヤー | $125,304,276 |

出典:“1997 Domestic Yearly Box Office Results”.  Box Office Mojo. 2015年12月25日閲覧。

### イギリス興行収入ランキング
1. タイタニック
2. フル・モンティ
3. メン・イン・ブラック

### フランス観客動員数ランキング
1. フィフス・エレメント
2. メン・イン・ブラック
3. La Vérité si je mens !（フランス語版）
4. ロスト・ワールド/ジュラシック・パーク
5. ヘラクレス
6. 101
7. Le Pari（フランス語版）
8. 007 トゥモロー・ネバー・ダイ
9. フル・モンティ
10. ビーン (映画)

出典:“FRANCE 1997 - BOX OFFICE STORY”.   boxofficestory. 2016年1月18日閲覧。

### ドイツ観客動員数ランキング
1. メン・イン・ブラック
2. Mr.ビーン
3. ロスト・ワールド/ジュラシック・パーク
4. 007/トゥモロー・ネバー・ダイ
5. ベストフレンズ・ウェディング
6. ノッキン・オン・ヘブンズ・ドア
7. イングリッシュ・ペイシェント
8. フェイス・エレメント
9. ROSSINN
10. ヘラクレス

## 日本公開映画
1997年の日本公開映画を参照。

## 受賞
- 第70回アカデミー賞
  - 作品賞 - 『タイタニック』
  - 監督賞 - ジェームズ・キャメロン（『タイタニック』）
  - 主演男優賞 - ジャック・ニコルソン（『恋愛小説家』）
  - 主演女優賞 - ヘレン・ハント（『恋愛小説家』）

- 第55回ゴールデングローブ賞
  - 作品賞 (ドラマ部門) -『タイタニック』
  - 主演女優賞 (ドラマ部門) - ジュディ・デンチ（『Queen Victria 至上の恋』）
  - 主演男優賞 (ドラマ部門) - ピーター・フォンダ（『ユリーズ・ゴールド』）
  - 作品賞 (ミュージカル・コメディ部門) - 『恋愛小説家』
  - 主演女優賞 (ミュージカル・コメディ部門) - ヘレン・ハント（『恋愛小説家』）
  - 主演男優賞 (ミュージカル・コメディ部門) - ジャック・ニコルソン（『恋愛小説家』）
  - 監督賞 - ジェームズ・キャメロン（『タイタニック』）

- 第63回ニューヨーク映画批評家協会賞 - 『L.A.コンフィデンシャル』

- 第50回カンヌ国際映画祭
  - パルム・ドール - 『うなぎ』（今村昌平）、『桜桃の味』（アッバス・キアロスタミ）
  - 監督賞 - ウォン・カーウァイ（『ブエノスアイレス』）
  - 男優賞 - ショーン・ペン（『シーズ・ソー・ラヴリー』）
  - 女優賞 - キャシー・バーク（『ニル・バイ・マウス』）

- 第54回ヴェネツィア国際映画祭
  - 金獅子賞 - 『HANA-BI』（北野武）

- 第47回ベルリン国際映画祭
  - 金熊賞 - 『ラリー・フリント』（ミロス・フォアマン）

- 第21回日本アカデミー賞
  - 最優秀作品賞 - 『もののけ姫』（宮崎駿）
  - 最優秀主演男優賞 - 役所広司（『うなぎ』）
  - 最優秀主演女優賞 - 黒木瞳（『失楽園』）

- 第40回ブルーリボン賞
  - 作品賞 - 『バウンス ko GALS』
  - 主演男優賞 - 役所広司（『うなぎ』『失楽園』『CURE』）
  - 主演女優賞 - 桃井かおり（『東京夜曲』）
  - 監督賞 - 原田眞人（『バウンス ko GALS』）

- 第71回キネマ旬報ベスト・テン
  - 外国映画第1位 - 『秘密と嘘』 
  - 日本映画第1位 -  『うなぎ』

- 第52回毎日映画コンクール
  - 日本映画大賞 - 『もののけ姫』

## 誕生

### 1月
- 1月10日 - 今野鮎莉
- 1月22日 - 生田絵梨花

### 2月
- 2月4日 - 中条あやみ
- 2月5日 - 松本穂香
- 2月11日 - 志田友美
- 2月28日 - 芳根京子

### 3月
- 3月5日 - 今田美桜
- 3月15日 - 黒島結菜
- 3月17日 - 村上虹郎

### 4月
- 4月2日 - 桜井日奈子
- 4月16日 - 小芝風花

### 7月
- 7月27日 - 武田玲奈

### 8月
- 8月10日 - 高月彩良

### 9月
- 9月9日 - 日向ななみ
- 9月11日 - 森迫永依
- 9月23日 - 武井証

### 10月
- 10月2日 - 杉咲花
- 10月8日 - 玉城ティナ
- 10月9日 - 清水萌々子
- 10月13日 - 山本舞香

### 11月
- 11月3日 - 北村匠海
- 11月3日 - 水谷果穂

## 死去
| 日付 | 日付 | 名前                     | 国籍               | 年齢 | 職業                                     |
| 1月  | 16日 | 村木忍                   | 日本の旗           | 73   | 美術監督                                 |
| 1月  | 19日 | アドリアナ・カセロッティ | アメリカ合衆国の旗 | 80   | 女優・歌手                               |
| 1月  | 26日 | 藤沢周平                 | 日本の旗           | 69   | 小説家                                   |
| 2月  | 4日  | ロバート・クローズ       | アメリカ合衆国の旗 | 68   | 映画監督                                 |
| 3月  | 7日  | 北村英三                 | 日本の旗           | 74   | 俳優                                     |
| 3月  | 8日  | 鈴木誠一                 | 日本の旗           | 50   | 声優                                     |
| 3月  | 10日 | 萬屋錦之介               | 日本の旗           | 64   | 俳優                                     |
| 3月  | 13日 | 葦原邦子                 | 日本の旗           | 84   | 女優                                     |
| 3月  | 14日 | フレッド・ジンネマン     | アメリカ合衆国の旗 | 89   | 映画監督                                 |
| 3月  | 21日 | ウィルバート・オードリー | イギリスの旗       | 85   | キリスト教聖職者、                       |
| 3月  | 27日 | 椎谷建治                 | 日本の旗           | 50   | 俳優                                     |
| 4月  | 2日  | 田中友幸                 | 日本の旗           | 86   | プロデューサー・東宝映画代表取締役相談役 |
| 4月  | 4日  | 杉村春子                 | 日本の旗           | 91   | 女優                                     |
| 4月  | 10日 | 黛敏郎                   | 日本の旗           | 68   | 作曲家                                   |
| 4月  | 15日 | 西村晃                   | 日本の旗           | 74   | 俳優                                     |
| 5月  | 1日  | ボー・ヴィーデルベリ     | スウェーデンの旗   | 66   | 映画監督                                 |
| 5月  | 9日  | 可愛かずみ               | 日本の旗           | 32   | 女優                                     |
| 5月  | 9日  | ウォルター・ゴテル       | ドイツの旗         | 73   | 俳優                                     |
| 5月  | 9日  | マルコ・フェレーリ       | イタリアの旗       | 68   | 映画監督                                 |
| 5月  | 24日 | あずさ欣平               | 日本の旗           | 66   | 声優                                     |
| 5月  | 26日 | 玉井正夫                 | 日本の旗           | 88   | 撮影監督                                 |
| 5月  | 26日 | 水城蘭子                 | 日本の旗           | 68   | 女優・声優                               |
| 6月  | 11日 | 金子光伸                 | 日本の旗           | 39   | 俳優                                     |
| 6月  | 21日 | 勝新太郎                 | 日本の旗           | 65   | 俳優                                     |
| 7月  | 1日  | ロバート・ミッチャム     | アメリカ合衆国の旗 | 79   | 俳優                                     |
| 7月  | 2日  | ジェームズ・ステュアート | アメリカ合衆国の旗 | 89   | 俳優                                     |
| 7月  | 31日 | 浅野賢澄                 | 日本の旗           | 81   | フジテレビ代表取締役相談役               |
| 9月  | 9日  | バージェス・メレディス   | アメリカ合衆国の旗 | 88   | 俳優                                     |
| 9月  | 17日 | レッド・スケルトン       | アメリカ合衆国の旗 | 84   | コメディアン                             |
| 10月 | 12日 | ジョン・デンバー         | アメリカ合衆国の旗 | 54   | ミュージシャン                           |
| 10月 | 30日 | サミュエル・フラー       | アメリカ合衆国の旗 | 86   | 映画監督                                 |
| 11月 | 1日  | 小坂一也                 | 日本の旗           | 62   | 俳優・歌手                               |
| 11月 | 8日  | ラム・チェンイン         | 香港の旗           | 44   | 俳優                                     |
| 12月 | 18日 | クリス・ファーレイ       | アメリカ合衆国の旗 | 33   | コメディアン・俳優                       |
| 12月 | 20日 | 伊丹十三                 | 日本の旗           | 64   | 俳優・映画監督                           |
| 12月 | 24日 | 三船敏郎                 | 日本の旗           | 77   | 俳優                                     |
| 12月 | 25日 | 中村真一郎               | 日本の旗           | 79   | 小説家・詩人                             |
| 12月 | 30日 | 星新一                   | 日本の旗           | 71   | 小説家                                   |